# بنزوات البنزيل/ديسلفيرام
بنزوات البنزيل/ديسلفيرام (اسمه التجاري هو Tenutex) هو دواء مركب يُستخدم في علاج الجرب. يتكوّن هذا المركب من بنزوات البنزيل وهو مبيد حشري مضاد للطفيليات، ومن ديسلفيرام.